# ルーカス・グラハム
ルーカス・グラハム（Lukas Graham）は、デンマークコペンハーゲン出身のソウル・ポップ・バンド。ルーカス・フォルクハマー（ヴォーカル）、マーク・ファルグレン（ドラムス）、マグナス・ラーション（ベース）の3人組。
2011年にバンドを結成し、翌年にアルバム『Lukas Graham』でデビュー。2015年にメジャー・デビューとなる2作目のアルバム『Lukas Graham (Blue Album)』をリリースし、収録曲「セブン・イヤーズ」 (7 Years)が全米ビルボードチャートで最高2位を記録するなど世界的な大ヒットとなる。同曲は第59回グラミー賞の最優秀レコード賞、最優秀楽曲賞、最優秀ポップ・デュオ/グループ・パフォーマンス賞にノミネートされた。2018年には3作目のアルバム『3 (The Purple Album)』をリリースした。

## メンバー

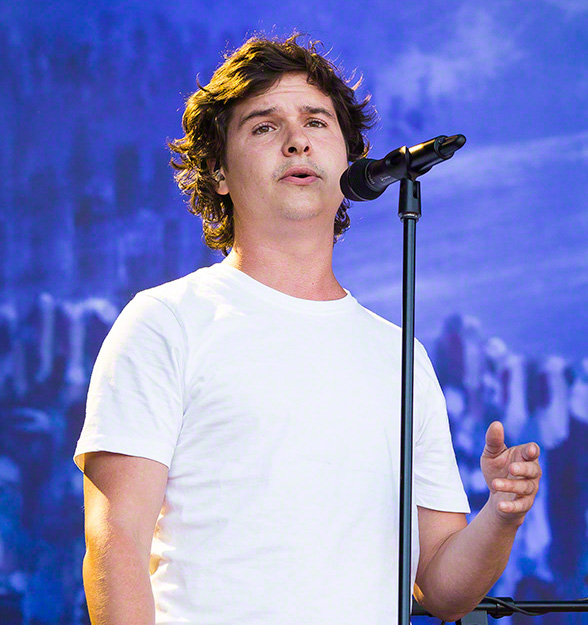
ヴォーカルのルーカス・フォルクハマー（2016年）

- ルーカス・フォルクハマー / Lukas Forchhammer - (ヴォーカル)
- マーク・ファルグレン / Mark Falgren - (ドラムス)
- マグナス・ラーション / Magnus Larsson - (ベース)

### 旧メンバー
- Anders Kirk – ピアノ・キーボード (2011)
- Morten Ristorp – ピアノ・キーボード (2011–12, 2016, スタジオのみ 2012–)
- Kasper Daugaard – ピアノ・キーボード (2012–16)

## ディスコグラフィ

### アルバム
- Lukas Graham (2012年)
- Lukas Graham (Blue Album) (2015年)
- 3 (The Purple Album) (2018年)
- 4 (The Pink Album) (2023年)